# Stefan Reichmuth
Stefan Reichmuth (20 de septiembre de 1994) es un deportista suizo que compite en lucha libre. Ganó una medalla de bronce en el Campeonato Mundial de Lucha de 2019, en la categoría de 86 kg.

## Palmarés internacional
| Campeonato Mundial | Campeonato Mundial     | Campeonato Mundial | Campeonato Mundial |
| Año                | Lugar                  | Medalla            | Categoría          |
| ------------------ | ---------------------- | ------------------ | ------------------ |
| 2019               | Nursultán (Kazajistán) | Medalla de bronce  | 86 kg              |